# Le Mans Series 2015
Le Mans Series 2015 är den elfte säsongen av långdistansserien för sportvagnar och GT-bilar, Le Mans Series. Säsongen omfattar fem deltävlingar.

## Tävlingskalender
| Datum       | Tävling                 | Segrare LMP2 – Team                            | Segrare LMP3 - Team            | Segrare LMGTE - Team                                                    | Segrare GTC - Team                                 |
| Datum       | Tävling                 | Segrare LMP2 – Förare                          | Segrare LMP3 - Förare          | Segrare LMGTE - Förare                                                  | Segrare GTC - Förare                               |
| ----------- | ----------------------- | ---------------------------------------------- | ------------------------------ | ----------------------------------------------------------------------- | -------------------------------------------------- |
| 11 april    | Silverstone 4-timmars   | Greaves Motorsport                             | Team LNT                       | Gulf Racing UK                                                          | TDS Racing                                         |
| 11 april    | Silverstone 4-timmars   | Gary Hirsch Jon Lancaster Björn Wirdheim       | Chris Hoy Charlie Robertson    | Adam Carroll Phil Keen Michael Wainwright                               | Eric Dermont Dino Lunardi Franck Perera            |
| 17 maj      | Imola 4-timmars         | Thiriet by TDS Racing                          | University of Bolton           | AT Racing                                                               | AF Corse                                           |
| 17 maj      | Imola 4-timmars         | Pierre Thiriet Ludovic Badey Tristan Gommendy  | Rob Garofall Morten Dons       | Alexander Talkanitsa Jr. Alexander Talkanitsa Sr. Alessandro Pier Guidi | Francesco Castellacci Stuart Hall Rino Mastronardi |
| 12 juli     | Red Bull Ring 4-timmars | Jota Sport                                     | Team LNT                       | Formula Racing                                                          | AF Corse                                           |
| 12 juli     | Red Bull Ring 4-timmars | Simon Dolan Filipe Albuquerque Harry Tincknell | Chris Hoy Charlie Robertson    | Johnny Laursen Mikkel Mac Andrea Rizzoli                                | Francesco Castellacci Stuart Hall Thomas Flohr     |
| 6 september | Castellet 4-timmars     | Greaves Motorsport                             | Team LNT                       | Formula Racing                                                          | TDS Racing                                         |
| 6 september | Castellet 4-timmars     | Gary Hirsch Jon Lancaster Björn Wirdheim       | Chris Hoy Charlie Robertson    | Johnny Laursen Mikkel Mac Andrea Rizzoli                                | Eric Dermont Dino Lunardi Franck Perera            |
| 18 oktober  | Estoril 4-timmars       | Thiriet by TDS Racing                          | Team LNT                       | BMW Sports Trophy Marc VDS                                              | AF Corse                                           |
| 18 oktober  | Estoril 4-timmars       | Pierre Thiriet Ludovic Badey Nicolas Lapierre  | Gaëtan Paletou Michael Simpson | Henry Hassid Jesse Krohn Andy Priaulx                                   | Marco Cioci Ilya Melnikov Giorgio Roda             |

## Slutställning
| Klass | Förare                                   | Team               |
| ----- | ---------------------------------------- | ------------------ |
| LMP2  | Gary Hirsch Jon Lancaster Björn Wirdheim | Greaves Motorsport |
| LMP3  | Chris Hoy Charlie Robertson              | Team LNT           |
| LMGTE | Johnny Laursen Mikkel Mac Andrea Rizzoli | Formula Racing     |
| GTC   | Eric Dermont Dino Lunardi Franck Perera  | TDS Racing         |